# Lahe-Ableiter
Der Lahe-Ableiter ist ein 5,5 km langer Verbindungskanal zwischen der Lahe und dem östlichen Teil des Küstenkanals. Der 1921–1935 gebaute Küstenkanal wiederum dient als Verbindungskanal zwischen der Hunte (Unterweser) und dem Dortmund-Ems-Kanal (untere Ems).
Die Abzweigung aus der Lahe im Westen des Vehnemoores nordwestlich von Bösel ist geregelt durch ein Sperrtor am Beginn des Ableiters und durch ein unterhalb in der Lahe gelegenes Wehr. Nach spitzwinkligem Abzweig verläuft der Kanal mehr als vier Kilometer fast parallel zur Lahe. Wo diese sich nach Westen wendet, führt er weiter nach Norden, knickt dann im Ahrensdorfer Moor ab, um südlich von Ahrensdorf an der Landesgrenze des Gebietes der Friesoyther Wasserwacht in den Küstenkanal zu münden.
Der untere Teil des Lahe-Ableiters liegt im Naturschutzgebiet Ahrensdorfer Moor. Da dieses wie fast das gesamte Vehnemoor durch den Küstenkanal nach Osten entwässert wird, obwohl es westlich des indirekten Emszuflusses Vehne liegt, ist es der westlichste Ausläufer des Einzugsgebietes der Weser.
Die Hauptfischarten im Lahe-Ableiter sind Hechte, Zander, Barsche, Aale, Karpfen, selten Schleien und viele verschiedene Weißfischarten.